# Thierry Nenez
Thierry Nenez est un acteur français, né le 23 avril 1956 à Dreux en Eure-et-Loir.

## Biographie
Thierry Nenez (né Thierry Hervé Daniel Nenez) est un acteur français de théâtre, cinéma et télévision, formé à la Comédie de Saint-Étienne.[réf. nécessaire]

## Filmographie

### Cinéma

#### Longs métrages
- 1987 : Le Miraculé, de Jean-Pierre Mocky : le vendeur de souvenirs érotiques
- 1991 : Marcellino, de Luigi Comencini : Frate Portinaio
- 1995 : N'oublie pas que tu vas mourir, de Xavier Beauvois : le policier du commissariat
- 1997 : Le Bossu, de Philippe de Broca : Domestique Caylus
- 1999 : Un dérangement considérable, de Bernard Stora :  le juge d'instruction
- 1999 : Le Temps de l'amour (Il tempo dell'amore), de Giacomo Campiotti : un réfugié
- 2001 : Le Roman de Lulu, de Pierre-Olivier Scotto : Driver Two
- 2001 : Grégoire Moulin contre l'humanité, de Artus de Penguern : le client du bistrot Pénalty
- 2003 : Tais-toi !, de Francis Veber : le consommateur du bistrot
- 2005 : Je ne suis pas là pour être aimé, de Stéphane Brizé : parent d'élève
- 2005 : L'Ex-femme de ma vie, de Josiane Balasko : un chauffeur de taxi
- 2006 : Je vais bien, ne t'en fais pas, de Philippe Lioret : réceptionniste Hôtel Monopole
- 2006 : La Doublure, de Francis Veber : Perrache
- 2007 : Les Deux Mondes, de Daniel Cohen : Sacha
- 2008 : Les Liens du sang, de Jacques Maillot : le client de Monique
- 2008 : Faubourg 36, de Christophe Barratier : Crouzet
- 2008 : Paris, de Cédric Klapisch : un chef d'équipe
- 2009 : Julie et Julia, de Nora Ephron : un marchand
- 2011 : Les Femmes du 6e étage, de Philippe Le Guay : le poissonnier
- 2011 : La Nouvelle Guerre des boutons, de Christophe Barratier : le joueur de cartes
- 2011 : Sport de filles, de Patricia Mazuy : acheteur de cheval
- 2013 : Violette de Martin Provost : le concierge
- 2018 : L'Empereur de Paris de Jean-François Richet : le vieil homme
- 2019 : Jusqu'ici tout va bien de Mohamed Hamidi : le serveur de la brasserie
- 2020 : Les Vétos de Julie Manoukian

#### Courts métrages
- 2004 : Debout les frileux de la terre : Un résistant
- 2005 : 600 secondes pour refaire le monde : Le perturbateur
- 2010 : Luxure à mort : Luc

### Télévision
- 1997 : Sud lointain : Orsini
- 1998-2004 : PJ, de Gérard Vergez : Vatel / M. Garret / Noncel
- 1998 : Les Vacances de l'amour : Jeff
- 1998 : Petite Menteuse : Monsieur Dacunha
- 1998 : Le Chant de l'homme mort : Lousta
- 1999 : Les duettistes: Une dette mortelle : Le capitaine des pompiers
- 1999 : Mort d'un conquérant, de Thierry Chabert : Voinot
- 1999 : La Crèche, de Patrice Martineau
- 2000 : Oncle Paul, de Gérard Vergez : Voinot
- 2001 : Docteur Sylvestre, de Jean-Louis Bertuccelli : directeur Eolienne
- 2001 : Commissaire Moulin, de Gilles Béhat : Francis Sigura
- 2001 : Un couple modèle : le patient
- 2001 : L'Aîné des Ferchaux, de Bernard Stora : Gardien prison
- 2001 : Agathe et le grand magasin
- 2002-2006 : Femmes de loi, de Denis Amar : Charles Moretti / patron café de la gare
- 2003 : Une preuve d'amour : Patron du restaurant
- 2004 : La Cliente, de Pierre Boutron
- 2004 : Julie Lescaut, épisode 1 saison 13, Un homme disparaît d'Alain Wermus : militant écolo
- 2005 : Des jours et des nuits, de Thierry Chabert : Berthomieu
- 2005 : Un prof en cuisine, de Christiane le Hérissey : le 3e prof
- 2005-2009 : Avocats et Associés, épisode 95 Jeux de rôles de Bad Mokrani : Concierge / Mr Valls / Le coursier / ...
- 2006 : Désiré Landru, de Pierre Boutron : le cocher
- 2006 : Le Grand Charles, de Bernard Stora : un chasseur
- 2006 : Diane, femme flic : Le Patron de l'Hôtel
- 2006 : Le Rainbow Warrior, de Pierre Boutron : l'adjudant
- 2006 : Marie Besnard, l'empoisonneuse, de Christian Faure : un journaliste
- 2006 : Homicides, épisode L'Inconnue du pont de Bercy, de Christophe Barraud : Michel Pech
- 2006 : Petits Secrets et gros mensonges, de Laurence Katrian : Émile
- 2006-2012 : Boulevard du Palais, de Marc Angelo : ex-patron de Cyril
- 2007 : La Belle et le Sauvage, de Bertrand Arthuys : le facteur
- 2007 : Les Liens du sang, de Régis Musset : Albert Duquesne
- 2007 : Hubert et le Chien, de Laurence Katrian : le vétérinaire
- 2007 : Le Clan Pasquier, de Jean-Daniel Verhaeghe
- 2007 : Reporters, de Suzanne Fenn, Ivan Strasburg et Gilles Bannier
- 2007 : Les Bleus, premiers pas dans la police, de Vincent Monnet : père de Cindy
- 2007 : Une femme d'honneur épisode 'Une Journée d'Enfer', de Jean-Marc Seban : Cesari
- 2007-2013 : Joséphine, ange gardiendans trois épisodes : l'antiquaire / le directeur du conservatoire / le psychiatre
- 2008 : Paris, enquêtes criminelles, de Jean-Teddy Filippe : le patron du restaurant
- 2008 : La Main blanche, de Dennis Berry : l'employé du cimetière
- 2008 : Le Nouveau Monde, d'Étienne Dhaene : Le chauffeur de taxi
- 2008 : Belleville Tour, de Zakia et Ahmed Bouchaala : Patron de l'hotel
- 2008 : Braquage en famille : L'agent
- 2008 : Plus belle la vie, de Pascal Heylbroeck : Michel Lalbec
- 2009 : Julie Lescaut, de Thierry Petit : Vincent Chatel
- 2009 : Mes amis, mes amours, mes emmerdes..., de Sylvie Ayme : le gendarme
- 2009 : Juste un peu d'@mour : Pretre
- 2009 : Une famille formidable, de Joël Santoni : le guide du Père Lachaise
- 2010 : R.I.S Police scientifique, de Alexandre Laurent : Le concierge
- 2010 : Engrenages : Greffier cour d'appel
- 2010 : Les Dames : Collégue Chantier
- 2011 : Doc Martin, de Jean-Michel Fages : le père de la secrétaire de Doc Martin
- 2011 : Le vernis craque, de Daniel Janneau : Concierge de Laforgue
- 2011 : Le juge est une femme, de René Manzor : le chauffard en chaise roulante
- 2011 : L'Été des Lip, de Dominique Ladoge : le chef d'atelier
- 2011 : Section de recherches, de Franck Buchter : Monsieur Morel
- 2011 : Bienvenue à Bouchon, de Luc Béraud : l'éleveur de moutons
- 2011 : L'épervier : Le soldat peste 1
- 2012 : Le sang de la vigne : Macarie
- 2013 : Un village français : Robert le facteur
- 2013 : Une femme dans la Révolution : Père de Manon
- 2014 : Résistance : Policier
- 2014 : La Dernière Échappée : Spectateur énervé
- 2014 : Deux flics sur les docks : Le mécanicien
- 2016 : Monsieur Paul : Louis Goudart
- 2017 : Je voulais juste rentrer chez moi d'Yves Rénier : Camille Grainville
- 2018 : La Stagiaire, saison 3 épisode 3 : Simon Gallois
- 2019 : L'archer noir de Christian Guérinel : Le médecin légiste
- 2019 : Plus Belle la Vie : Le prêtre de l'enterrement de Jérôme Belesta
- 2022 : La Stagiaire, saison 7 épisode 3 Toujours plus haut : M. Pasquier
- 2024 : Après la nuit d'Indra Siera : Anton

## Théâtre
- Loin D'Hagondange, mise en scène de José Richaud
- La Valse à mille ans, mise en scène de Frédéric Nouhaud :
- La Tempête, mise en scène de Patrick Le Mauff
- Prométhée enchaîné, mise en scène de François-Michel Pesenti
- Les Deux Orphelines, mise en scène d'André Bénichou
- Le Soleil se lève à l'aube, mise en scène de J.M. Bruyère
- Le Tricycle, mise en scène de Jean-Pierre Duret
- Monsieur Fugue, mise en scène de Jean-Pierre Duret
- La Noce chez les petits bourgeois, mise en scène de Prosper Diss
- Bilora, mise en scène de Prosper Diss
- Va compter la lune, mise en scène d'Éliane Gallet
- Une chance au lavage, mise en scène d'Elias Achkar
- mise en scène de  L'horloger d'Eva Braun, de Bernard Da Costa